# O Rebate
O Rebate foi um periódico de propaganda republicada fundado e redigido por Júlio Ribeiro, e produzindo entre 1888 e 1889. Era impresso na Tipografia da Província de São Paulo, sendo vendido a 60 réis o número. Confeccionado nas dimensões de 32 cm por 46 cm, contava com 4 páginas.
Em sua primeira edição, lançada em 16 de julho de 1888, Júlio Ribeiro critica a bandeira imperial, e propõe uma nova bandeira para substitui-la, com o advento da República. 
O periódico tinha por divisa a frase em latim Resumedae Libertatis Tempus. 